# A hullám (film, 2008)
A hullám (eredeti címén Die Welle) 2008-ban bemutatott szocio-politikai thriller, amelyet Dennis Gansel rendezett. A főszerepben Jürgen Vogel, Frederick Lau, Jennifer Ulrich, és Max Riemelt láthatók. A film alapja Ron Jones híres „Harmadik Hullám” kísérlete, és Todd Strasser azonos című regénye. A film nagy sikert ért el Németországban, tíz hét után 2,3 millióan látták.

## Cselekmény
Rainer Wenger középiskolai tanárnak azt a feladatot adják, hogy az iskolai projekthéten a csoportjával az autokráciát vegyék át, holott ő, maga is lázadó jellem lévén, inkább az anarchiát szerette volna. Mikor a diákjai azt állítják az első órán, hogy elképzelhetetlen, hogy a mai Németországban újra diktatúra alakuljon ki, elhatározza, hogy bemutat egy kísérletet arról, milyen könnyű a tömegeket manipulálni. Először is megköveteli, hogy a diákjai Wenger úrnak szólítsák (eddig megengedte, hogy a keresztnevén nevezzék), majd megvariálja az ülésrendet, hogy a gyengébb tanulók mellé kerüljenek az okosabbak – így nemcsak egymás eredményeit javíthatják fel, de a csoport egésze is javul. Elvárja, hogy ha valaki szólni kíván, az álljon fel, és egyszerű mondatokkal kommunikáljon, továbbá üljön egyenes háttal. Ezután Wenger bemutatja nekik, milyen euforikus érzést okozhat a közös menetelés üteme, és azzal motiválja a csoportot, hogy bosszantsák az éppen alattuk tartott anarchia-óra hallgatóit. Ezután uniformist javasol nekik, az összetartozás jeleként. Az egyik diák, Mona szerint az egyenruha eltörli az egyéniségüket, ám amikor egy másik diák, Karo anélkül jelenik meg, a többiek kiközösítik. Ezután a csoport felveti, hogy jó lenne nekik egy név, és végül „A hullám”-ra szavaznak.
A tagok szép lassan és észrevétlenül közösséggé formálódnak, még a két fenegyerek Sinan és Bomber is megjavulnak és megvédik egyik társukat, Timet, akit korábban piszkáltak, egy csapat anarchistától. Sinan megtervezi a csoport logóját, Bomber pedig szalutálást tervez. Tim, aki úgy érzi, végre tartozik valahová, teljesen a csoporté lesz – elégeti a márkás ruháit egy vita után, ami a nagyvállalatok felelőtlenségéről szól. Karo és Mona közben egyre inkább a csoport ellen vannak, Mona pedig, aki visszataszítónak tartja, hogy a társainak imponál a nyílt fasizmus, el is hagyja azt. A többieket azonban ez nem érdekli, mert nem is látják az összefüggést. Ezután a Hullám felfújja városszerte a falakra a logóját, gyűléseket rendez, ahol csak tagok lehetnek jelen, továbbá kiközösítenek és ellenségesen lépnek fel mindenkivel szemben, aki nem tartozik közéjük.
Mikor Tim és társai újra összefutnak a zaklató anarchista punkokkal, a fiú elővesz egy pisztolyt és azzal kényszeríti őket meghátrálásra. A döbbent barátainak annyit mond, hogy a fegyver csak gázpisztoly. Később elmegy Wenger házához és azt mondja, hogy szeretne a testőre lenni. Wenger ezt elutasítja, de meghívja vacsorára a fiút. Ez és sok minden más is feszültté teszi a viszonyát feleségével, Ankéval, aki szerint a kísérlet túl messzire ment. Wenger végül hazaküldi a fiút, de az nem megy el, hanem egész éjszaka az ajtó előtt őrködik majd elalszik. Mikor Anke megtudja ezt, követeli, hogy Wenger azonnal állítsa le a kísérletet, de a férfi erre úgy reagál, hogy Anke csak irigy, és legalább ő nem gyógyszerfüggő. Anke ezen megdöbbenve elhagyja őt, mondván a Hullám rossz emberré tette őt.
Karo továbbra is bomlasztja a csoportot, amivel többjüket felbőszíti, ezért megkérik a barátját, Marcót, hogy tegyen valamit. Vízilabdameccs következik, Wenger pedig arra kéri a Hullámot, hogy szurkoljanak. Karo és Mona nem hajlandóak ebben részt venni, hanem helyette inkább beszöknek, és Hullám-ellenes röplapokat kezdenek el terjeszteni. A tagok ezt észreveszik és megpróbálnak közbelépni, mielőtt bárki elolvashatná. A káoszban Sinan összeverekszik az ellenfél csapatának tagjával, és majdnem megfulladnak mindketten, eközben a Hullám tagjai félelemkeltően lépnek fel. A meccs után Marco összeveszik Karóval, és közli vele, hogy az egész verekedés az ő hibája. A lány erre azt mondja, hogy a Hullám kimosta az agyát, mire a fiú pofonvágja őt, amitől elered az orra vére. Megdöbbenve azon, mit tett, Marco megkeresi Wengert, és azt kéri, hogy állítsa le a projektet. Wenger ebbe láthatóan beleegyezik, és másnapra gyűlést hív össze a rendezvényteremben.
A gyűlésen aztán bezáratja az ajtókat, majd teljesen lázba hozza a közönséget. Mikor Marco tiltakozni próbál, Wenger árulónak nevezi és megkéri a többieket, hogy vonszolják fel a színpadra. Wenger ezt arra használja, hogy végül bemutassa a diákoknak, milyen szélsőségessé tette őket a Hullám. Ekkor bejelenti, hogy feloszlatja a mozgalmat, de Dennis szerint meg kellene tartaniuk a jó részeket. Wenger ekkor azt állítja, hogy nem lehet a fasizmusból kivenni a negatív dolgokat. Ekkor Tim váratlanul előhúzza fegyverét, mert nem tud beletörődni, hogy a Hullámnak vége. Attól fél, hogy újra elszigetelődik, és azt mondja, neki már a Hullám az élete. Mikor Bomber azt mondja, hogy a pisztoly csak gázpisztoly, Tim rálő, bizonyítván, hogy mégsem. Mikor a fiú azt kérdezi, ezek után miért ne lőné le Wengert, ő azt feleli, azért ne, mert nélküle nincs, aki vezesse a Hullámot. Tim ekkor váratlanul öngyilkos lesz, nem tudván elfogadni, hogy vége mindennek. Wenger megragadja a holttestet és kétségbeesetten néz traumatizált diákjaira. A film végén Wengert elviszi a rendőrség, Bombert kórházba viszik, Marco és Karo pedig újra összejönnek. Az utolsó képek a kétségbeesett Wengert mutatják.

## Szereplők
| Szereplő      | Színész                  | Magyar hang      |
| ------------- | ------------------------ | ---------------- |
| Rainer Wenger | Jürgen Vogel             | Epres Attila     |
| Tim           | Frederick Lau            | Baradlay Viktor  |
| Karo          | Jennifer Ulrich          | Szabó Zselyke    |
| Marco         | Max Riemelt              | Szalay Csongor   |
| Anke Wenger   | Christiane Paul          | Madarász Éva     |
| Sinan         | Elyas M'Barek            | Molnár Levente   |
| Dennis        | Jacob Matschenz          |                  |
| Lisa          | Cristina do Rego         | Csuha Bori       |
| Kevin         | Max Mauff                | Moser Károly     |
| Bomber        | Maximilian Vollmar       | Seszták Szabolcs |
| Ferdi         | Ferdinand Schmidt-Modrow | Hamvas Dániel    |
| Jens          | Tim Oliver Schultz       |                  |
| Mona          | Amelie Kiefer            | Vadász Bea       |
| Kaschi        | Fabian Preger            |                  |
| Schädel       | Tino Mewes               |                  |
| Maja          | Odine Johne              | Dögei Éva        |

## Háttér
Nem "A hullám" az első film, amely egy amerikai társadalmi kísérletet vitt vászonra fikciós történettel. Az 1971-es stanfordi börtönkísérletből a 2001-es "A kísérlet" című film, valamit a 2015-ös "A stanfordi börtönkísérlet" című produkció készült. "A hullám" Ron Jones-nak az ún. Harmadik Hullám-kísérletét dolgozza fel, amely 1967-ben zajlott egy kaliforniai iskolában. Ebben a kísérletben, mivel a diákok nem értették, hogy történhetett meg egyáltalán a nemzetiszocializmus, Jones egy totalitárius, jól szervezett mozgalmat hozott létre, melynek az erő jogán ő volt a vezetője. A kísérlet során nemcsak a diákjai, de más csoportokban tanuló diákok is érdeklődni kezdtek, és maga Jones is élvezte, hogy a diákjai így követik őt. Azonban az ötödik napon leállította a kísérletet és megmutatta a diákoknak a náci rezsimmel való párhuzamokat.
1976-ban tapasztalatait könyvben írta meg, amelyből 1981-ben tévéfilmet forgattak. 1984-ben ez alapján a Morton Rhue kiadta "A hullám" című könyvet az NSZK-ban, mely kötelező olvasmánnyá vált. 
A film forgatókönyve Jones egy cikkére épít, amelyben visszaemlékezett saját tapasztalataira. A sztori jogait, amelyek a Sonynál voltak, eladták Dennis Gansel részére, hogy készítsen belőle egy német filmet. Ennek köszönhetően sem a Morton Rhue, sem a Ravensburg, amelyek a regényt adták ki és tették népszerűvé Németországban, egy fillér jogdíjat sem kaptak a film után. A forgatókönyvben a cselekményt a 60-as évek Kaliforniájából áthelyezték a jelenkori Németországba. Hogy pontosan melyik városban játszódik, az szándékosan nem került részletezésre, hogy valóban az egész német népnek szóljon. Mivel ez nem egy direkt adaptáció, ezért egyes karaktereket, a kezdést, és a befejezést is megváltoztatták. Más dolgokban is volt eltérés: amerikai futball helyett itt vízilabdáztak a fiatalok, az edző pedig egyben a tanár is. Fontos különbség még, hogy a filmben nyílt erőszak is megmutatkozik, a befejezés pedig szintén erősre sikeredett. Gansel mindezek ellenére azt nyilatkozta, hogy nem akart az eredeti sztoritól nagyon eltérni, Jones tanácsadói szerepben volt a film készítése során, a befejezést pedig a 2006-os emsdetteni iskolai lövöldözés inspirálta. Állítása szerint Jones-nak sem tetszettek Rhue könyvében a karakterek, a filmben leírtakat pedig a valódi történések meggyőző összefoglalójának nevezte.
A filmet finanszírozó bajor ügynökség kezdetben nem akart beszállni a projektbe, mert ők a könyvadaptációból indultak ki, ráadásul nem tetszett nekik, hogy a tanár nem mutatja a jelét annak, hogy a tekintélyuralom ellenére van. Emiatt majdnem kútba esett az egész projekt, mígnem a Medienboard Berlin-Brandenburg elhatározta, hogy beszáll a finanszírozásba. Ehhez jött a német filmalap támogatása és újabb koproducerek érkezése. A Constantin Film vállalta a film terjesztését. 38 nap alatt készült el, 4 és fél millió euróból.

## A film mögötti koncepciók
Dennis Gansel szerint a német diákok unták már a Harmadik Birodalom körüli témákat az iskolában. Ő maga is úgy érezte iskolaéveiből, hogy a témakör túltelítődött, és csak a "Schindler listája" című film megtekintése után kezdett el érzelmileg is kötődni hozzá. Ezt a filmben is megjeleníti: míg az amerikai kísérletben a diákok szörnyülködtek azon, hogy miként jöhetett létre egyáltalán olyasvalami, mint egy koncentrációs tábor, addig a filmbeli diákok úgy vélik tanulmányaik alapján, hogy ilyesmi úgysem ismétlődhet meg még egyszer. Úgy vélte, az a hamis hit, hogy ez velünk úgysem történhet meg, illetve hogy másokat hibáztatunk magunkon kívül a történtekért, veszélyes illúzió. A Harmadik Birodalomért ugyanúgy lelkesedett az egyszeri nép, mint az értelmiségiek.
A városka, ahol a történet játszódik, láthatóan fejlett, a tanár pedig liberális alapelvek mentén oktat. Gansel szerint ez a helyszínválasztás is érvényesebbé teszi a filmet. Úgy vélte, mindenki hajlamos azt hinni, hogy egy ilyen helyzetben Sophie Scholl vagy Anna Frank lenne, holott a valóságban az ilyen személyek megjelenése szinte véletlenszerű. A filmben Karo ellenállása és a mozgalommal való szembehelyezkedése is egy apróságból indul: nem tetszik neki a fehér ing mint egyenruha. Az emberek természetes szükséglete, hogy egy csoport tagjai legyenek. Bekerültek a cselekménybe olyan karakterek is, akik valamilyen szinten eleve számkivetettek: Tim mellett ilyen Sinan, aki török bevándorlók gyereke, Kevin, aki rendkívül agresszív, és Dennis, akit azért piszkálnak, mert  a volt NDK területén született.
Gansel nem gondolja, hogy a filmje nagy politikai benyomást tenne szélesebb közönségekre, legfeljebb azokra nézve, akik már eleve érzékenyek a téma iránt. Azt szerette volna, hogy a film érdekes legyen és beszédtémául szolgáljon. Nagyapja egy Wehrmacht-tiszt volt, és elmondása szerint ez az első és utolsó filmje a Harmadik Birodalomról.
Wenger szerepére Jürgen Vogelt választotta, mert olyan színészt keresett, akit szívesen választana tanárának is (Vogel maga is rendelkezett tanári tapasztalattal). A film elején Wenger laza stílusa komikus felhangot sugall a nézők felé, ezt többen párhuzamba állították az amerikai filmekkel, ahol a tanár az, aki az egyes diákokat megpróbálja összefogni, és mindegyiküknek különféle problémái vannak. Gansel nem az egyéni karakterekre, hanem a közösség együttes alakulására helyezte a hangsúlyt, noha valamennyi szereplőnek vannak egyedi tulajdonságai. Mivel a történet egy projekthéten játszódik, minden egyes napot külön megjelöl a film.
A történéseket gyakran több diák szemén keresztül is feldolgozza a film, hogy azok mikét csapódnak le bennük, hogyan számolnak be róla a szüleiknek. Wenger karakterét egészen másként mutatják be a nyitójelenetben, amikor alulról veszi a kamera, amikor rockzenét énekel; és egész másként a befejező jelenetben, amikor szomorú arcot vágva viszi el a rendőrség. A film drasztikus befejezése azt a célt szolgálja, hogy a történet tanulsággal, illetve határozott véleménnyel szolgáljon.
A filmben tudatosan alkalmaztak olyan látószögeket, hogy a hatalmi egyensúlyt bemutassák: fentről filmezik azt, aki hatalmi pozícióban van, és alulról, aki alárendelt. Némely történés a náci filmhíradókat és Adolf Hitler beszédeit idézi (például Wenger záróbeszéde). Más jelenetek popkulturális utalásokat tartalmaznak: például amikor a Hullám logóját festik fel, az videoklip-szerűen van megvágva, a logó a mangák világát idézi, egyes jelenetek gyors vágása és a háttérben szóló rockzene pedig az erőszakot hivatott ábrázolni.

## Fordítás
Ez a szócikk részben vagy egészben  a   The Wave (2008 film) című angol Wikipédia-szócikk ezen változatának fordításán alapul.  Az eredeti cikk szerkesztőit annak laptörténete sorolja fel. Ez a jelzés csupán a megfogalmazás eredetét és a szerzői jogokat jelzi, nem szolgál a cikkben szereplő információk forrásmegjelöléseként.